# Juliusz Kotkowski
Juliusz Kotkowski (ur. 1 maja 1913, zm. ?) – kapitan WP, funkcjonariusz Ministerstwa Bezpieczeństwa Publicznego, następnie Ministerstwa Spraw Zagranicznych PRL.
W czasie II wojny światowej od 1942 roku służył w Armii Brytyjskiej. Po powrocie do kraju został funkcjonariuszem Ministerstwa Bezpieczeństwa Publicznego (w 1947), służbę rozpoczął w Departamencie VII (wywiadowczym) MBP. Od 1 stycznia 1949 roku kierownik Sekcji 1 Wydziału I Departamentu VII MBP. W październiku 1952 roku przeniesiony do Ministerstwa Spraw Zagranicznych (MSZ). Przebywał na placówkach za granicą, m.in. w 1953 r. w ambasadzie PRL w Wiedniu.